# Sergi Schaaff
Sergi Schaaff i Casals (Barcelona, 17 de julio de 1937-Barcelona, 3 de enero de 2023) fue un realizador de televisión español.

## Biografía
Licenciado en Ciencias de la Información por la Universidad Autónoma de Barcelona, su carrera estuvo vinculada a Televisión Española desde los años 1960, donde dirigió los espacios Aquí el segundo programa (1966) y La carretera es de todos (1967), con Enrique Rubio, así como algunas de las adaptaciones del espacio dramático Novela.
En los años 1970, y desde los Estudios Miramar de TVE en Barcelona, se puso al frente de nuevos espacios dramáticos como Ficciones (1971), Original (1971) y Teatro Club (1976). También en esos años desarrolló programas para el circuito catalán de TVE, como Terra d'escudella (1977) y Festa amb Rosa María Sardà (1979).
Tras el comienzo de las emisiones de la cadena autonómica de Cataluña, TV3, rueda para ésta Vídua, però no gaire (1982), con Àngels Moll, para regresar después a TVE.
Poco después es nombrado director del Centro Territorial de TVE en Cataluña. Aparte de un breve paso por la valenciana Canal 9 (El show de Joan Monleón, 1989), fue el artífice de algunos de los mayores éxitos de Televisión Española durante las décadas de los ochenta y noventa, con programas como Si lo sé no vengo (1985-1989), con Jordi Hurtado; El tiempo es oro (1987-1992), con Constantino Romero; 3x4 (1988-1989) y La luna (1989), ambos con Julia Otero; La vida es juego (1992-1994), con Constantino Romero; Ruta Quetzal (1993), con Miguel de la Quadra-Salcedo; Valor y coraje (1993) y, sobre todo, Saber y ganar, un concurso cultural emitido desde 1997, que ha contado con el respaldo del público y la crítica, y que sigue en antena por La 2 de TVE cada día, con Jordi Hurtado como presentador.
Hasta 2004 fue decano de los Estudios de Comunicación Audiovisual de la Universidad Pompeu Fabra de Barcelona.
Falleció el 3 de enero de 2023.

## Premios
Recibió el Premio Ondas en 1979 por la dirección de Salomé, en versión de Terenci Moix e interpretada por Núria Espert. En 2017 recibió la distinción de Colegiado de Honor del Colegio Profesional del Audiovisual de Cataluña (CPAC).